# 대한성공회 부산교구
성공회 부산교구는 대한민국의 성공회 교구로, 부산광역시, 대구광역시, 울산광역시, 경상북도, 경상남도, 제주도 지역을 관할한다. 1974년 6월 1일에 대전교구로부터 분리, 설정된 교구이다.
부산교구의 주교좌 성당은 부산주교좌성당이다.

## 관할 구역
부산광역시, 대구광역시, 울산광역시, 경상북도, 경상남도, 제주특별자치도 전지역

## 소속 교무구
- 중앙교무구
- 북부교무구

## 같이 보기
- 대한성공회
- 성공회 부산주교좌대성당